# Kobi Arad

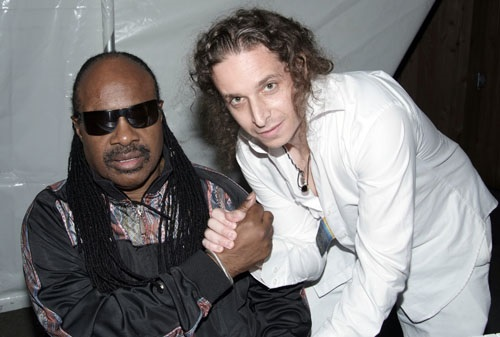
Kobi Arad (rechts) mit Stevie Wonder, vor 2009

Kobi Arad (* 2. Oktober 1981 in Haifa, Israel) ist ein israelisch-US-amerikanischer Pianist und Musikkomponist der Fusionmusik. Er wuchs in Haifa auf, absolvierte ein Musikstudium an der Universität Tel Aviv und lebt gegenwärtig in New York. In seiner Musik vereint er verschiedene Stile, unter anderem Third Stream, Jazz, R&B, Hip-Hop und Elektromusik, wobei Improvisation bei einem Großteil seiner Arbeit im Mittelpunkt steht. Seine Musik wurde bereits in mehreren Veröffentlichungen, darunter Ynet, Jazz Times und All About Jazz erwähnt. Arad hat mit anderen Musikern, wie z. B. Stevie Wonder und Cindy Blackman, zusammengearbeitet. In New York, seinem momentanen Wohnsitz, ist er als Komponist, Arrangeur und auch vortragender Künstler tätig.

## Werdegang
Arad wirkte zunächst als Pianist bei Lehakat HaNakhal und im Trio von Asaf Sirkis; während seines Militärdienst war er als Arrangeur und Leiter der Orchester der israelischen Armee tätig. 2003 legte er sein Debütalbum vor. 2007 begann er in der New Yorker Musikszene aktiv zu werden. Im Jahre 2009 trat er auf lokalen New Yorker Kulturveranstaltungen auf, z. B. im Chabad House in New York.  2010 veröffentlichte Arad sein Album Ancient Novice, welches von der Jazz Times positiv bewertet wurde. Bei diesen Aufnahmen wird Arad von fünf Streichern des Boston Symphonie Orchester begleitet.
Sein selbstverlegtes Album Skeches of Imaginary Landscapes (ohne Label, 2011) wurde von All About Jazz positiv rezensiert. Dabei wurden die „herausragenden technischen Fähigkeiten“ des Musikers herausgestellt. Arad wurde von Ray McNaught am Schlagzeug und Tucker Yaro am Bass begleitet.
Im Frühjahr 2012 stellte Arad sein Projekt namens Inner Hymns gemeinsam mit einem Trio in New York vor; er wurde dabei von Ramon De-bruyn am Bass und Ray McNaught am Schlagzeug begleitet. Ein weiterer Artikel über das Konzert erschien am 20. Januar 2012 in der israelischen Ynet.

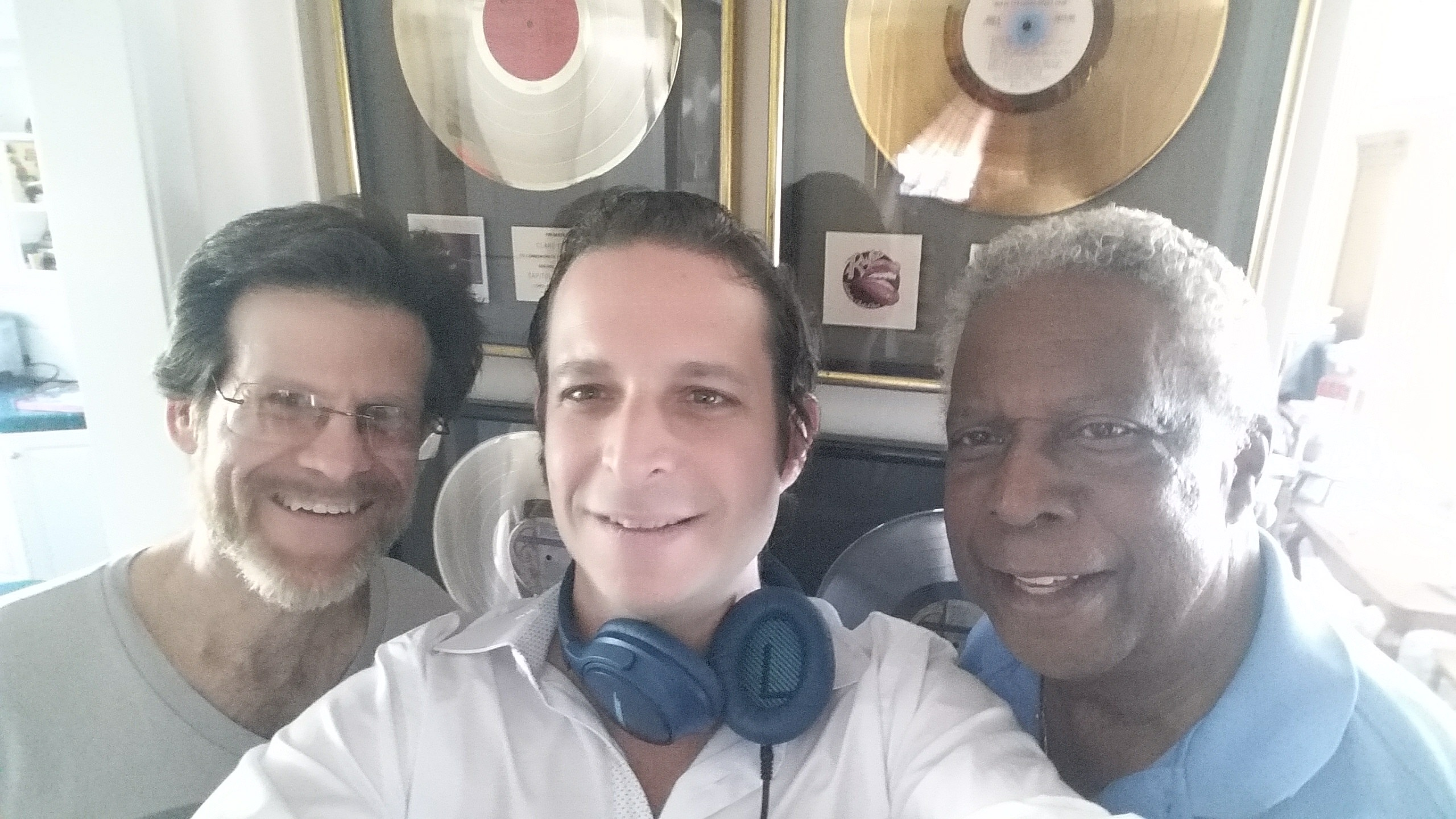
Kobi Arad (mittig) mit Brent Fischer und Mickey Stevenson, Los Angeles, 2016

Nachdem er 2013 in den Art Kibbutz auf Governors Island gezogen war, begann Arad seine Zusammenarbeit mit dem pakistanischen Sitar-Spieler Ikhlaq Hussein Khan.  Im August 2014 war er Teil der Jewish Waltz with Planet Earth Kunstausstellung des Art Kibbutz.
Im Juni 2015 arbeitete er gemeinsam mit Robert Margouleff am The Experience Project. Auf seinem 2015 veröffentlichten Album Superflow unterstützten ihn auch Roy Ayers am Vibraphon und Jonathan Levy am Bass. Im August 2015 trug Arad eine experimentelle Jazzkomposition auf dem Shmita Art Fest im Art Kibbutz vor. Im Januar 2016 trat er gemeinsam mit der Jazzsängerin Daphna Levi in Tel Aviv auf.
In letzter Zeit hat er seine Werke gemeinsam mit der Kobi Arad Band vorgetragen und auf Veranstaltungen im Blue Note, Jazz im Lincoln Center, Knitting Factory,Tonic, und im Cutting Room gespielt. Arad hat mit Musikern wie Stevie Wonder, Lenny Kravitz, und Cindy Blackman zusammen gearbeitet. Ferner hat er Musikstücke für die Veröffentlichung durch Firmen wie Hal Leonard arrangiert.

## Diskographie
- Revadim (2003)
- Ancient Novice (2009)
- Sparks of Understanding (2009)
- Kobi's World ! (2009)
- Kobi’s World Vol. 2.1 (2009)
- Vagabond (feat. Asaf Sirkis & Sassi Mizrachi) (2009)
- Innovations!!! (2010)
- Sketches of Imaginary Landscapes (2011)
- Kobistyle Third Stream (feat. Oran Etkin) (2012)
- Inner Hymns (2012)
- Moments – Tribute to Gyorgy Ligeti (2013)
- Space – Ecstatic Electronic Meditations (2014)
- Hues (with Kobi Arad Band) (2014)
- High Lights – Creative Collection NYC (2014)
- Patterns – Tribute to Anton Webern (2015)
- Hip Hop Meets Modern Classical (2015)
- Solism I (2015)
- The Experience Project (2015)
- Superflow (feat. Roy Ayers) (2015)
- Forever - Original Tribute Song for Prince (feat Armand Hutton) (2016)
- Prayers (2016)
- Webern Re-Visioned (2016)
- Chamber Trio (feat Nori Yakobi & Yoni Niv) (2016)
- Modal Chants (2016)
- Cubism - Hyper Dimensional Jazz (2016)